# Maria Czaplicka
Maria Antonina Czaplicka (n. 25 octombrie 1884, Varșovia, Imperiul Rus – d. 27 mai 1921, Bristol, Regatul Unit al Marii Britanii și Irlandei), denumită și Marya Antonina Czaplicka și Marie Antoinette Czaplicka, a fost o antropologă culturală poloneză, cel mai cunoscută pentru etnografia ei despre șamanismul siberian. Cercetările sale se găsesc în trei mari lucrări: studiile sale Siberia Aborigenă (Aboriginal Siberia, 1914); un jurnal de călătorie publicat ca Anul meu siberian (My Siberian Year, 1916) și un set de prelegeri publicate sub numele de Turcii din Asia Centrală (The Turks of Central Asia, 1919). Curzon Press a republicat toate cele trei volume, plus un al patrulea volum de articole și scrisori, în 1999. 

## Viață timpurie și studii
Czaplicka s-a născut în cartierul Stara Praga din Varșovia în 1884, într-o familie săracă de nobili polonezi. Și-a început studiile la așa-numita Universitate Zburătoare din Varșovia (Uniwersytet Latający, mai târziu Wyższe Kursy Naukowe), o instituție subterană de învățământ superior din Regatul Poloniei în timpul ocupației ruse. S-a întreținut cu o serie de locuri de muncă prost plătite, ca profesoară, secretară și însoțitoare. De asemenea, a scris poezie și un roman pentru copii numit Olek Niedziela. În 1910 a devenit prima femeie care a primit o bursă Mianowski și, prin urmare, a putut să-și continue studiile în Regatul Unit.
Ea a părăsit Polonia în 1910 și și-a continuat studiile la Facultatea de Antropologie de la London School of Economics sub îndrumarea profesorului Charles G. Seligman și la Somerville College, Oxford, sub îndrumarea profesorului Robert Ranulph Marett. Marett a încurajat-o să-și folosească cunoștințele sale de limbă rusă într-o recenzie a literaturii despre triburile native din Siberia, care a devenit cartea sa Aboriginal Siberia, publicată în 1914. În această perioadă ea încă nu a vizitat Siberia, dar calitatea scrierii sale a făcut ca Siberia Aborigenă să devină principala lucrare de referință în domeniul său.

## Expediția pe râul Enisei

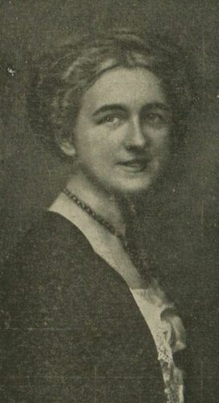
Czaplicka, 1919

Marett a intenționat ca Siberia Aborigenă să fie baza pentru munca de teren în Siberia. În mai 1914, a început astfel de lucrări de teren, conducând o expediție comună a personalului Muzeului de Arheologie și Antropologie din cadrul Universității Oxford. Împreună cu ornitoloaga engleză Maud Doria Haviland, pictorița engleză Dora Curtis și antropologul american al Muzeului Henry Usher Hall, a ajuns în Imperiul Rus cu puțin timp înainte de izbucnirea Primului Război Mondial. După ce a început războiul, Czaplicka și Hall au decis să își continue expediția, în timp ce Haviland și Curtis au decis să se întoarcă în Regatul Unit. Czaplicka și Hall (însoțite de Miciha, o femeie tungusă) au petrecut toată iarna călătorind pe malul râului Enisei: au străbătut peste 3.000 kilometri (1.900 mi) în total.
Czaplicka a făcut câteva sute de fotografii cu oamenii din Siberia, precum și nenumărate însemnări despre antropometrie și obiceiurile lor. Czaplicka a primit, de asemenea, fonduri de la Comitetul pentru antropologie al Muzeului Pitt Rivers din Oxford pentru a colecta exemplare din Siberia; Czaplicka a donat 193 de obiecte colecției asiatice a muzeului. În plus, ea a colectat exemplare botanice pentru Herbarium Fielding-Druce (Departamentul de Botanică, Universitatea din Oxford).

## Întoarcerea în Anglia și moarte
Czaplicka s-a întors în Anglia în 1915. Ea a scris un jurnal al călătoriei sale intitulat My Siberian Year, care a fost publicat în 1916 de Mills & Boon (în seria lor non-ficțiune "My Year"); cartea a devenit foarte populară. În 1916, a devenit, de asemenea, prima femeie lector în antropologie la Universitatea Oxford, susținută de Mary Ewart Trust. Maria Czaplicka a susținut prelegeri despre națiunile Europei Centrale și de Est, precum și despre obiceiurile triburilor siberiene. De asemenea, a vorbit despre problemele Poloniei, inclusiv despre soarta orașului Liber Danzig după război. 
În 1920, munca sa a fost onorată cu un premiu Murchison de către Societatea Regală de Geografie din Marea Britanie (Royal Geographic Society), „pentru munca sa etnografică și geografică din Siberia de Nord”. În ciuda acestui triumf, viitorul său financiar era încă nesigur. Bursa ei de trei ani la Oxford a expirat în 1919, așa că a obținut o funcție temporară de profesoară de antropologie la Departamentul de Anatomie al Universității din Bristol.
În 1921, nu a reușit să obțină Bursa de Călătorie Albert Kahn pe care și-a dorit-o, iar în luna mai în același an s-a sinucis prin otrăvire. Senatul Universității din Bristol și-a exprimat regretul și „aprecierea pierderii de către Universitate a unui membru atât de distins al personalului său”. Czaplicka este înmormântată în cimitirul Wolvercote din Oxford.

## După deces
Într-un testament scris cu câteva luni înainte să se sinucidă, Czaplicka a lăsat însemnările sale colegului său Henry Usher Hall. Cu toate că nu s-a căsătorit niciodată, au apărut întrebări cu privire la relația dintre Hall și Czaplicka și dacă a avut sentimente pentru el. Hall s-a căsătorit în Statele Unite cam în aceeași perioadă când a avut loc sinuciderea Mariei Czaplicka; nu se știe dacă căsătoria lui Hall a determinat-o pe Czaplicka să se sinucidă. După ce Hall a murit în 1944, unele dintre lucrările timpurii ale Mariei Czaplicka au fost donate Muzeului Universității din Pennsylvania, dar cel puțin un raport și un manuscris parțial probabil că s-au pierdut. Principalele sale lucrări sunt arhivate la Somerville College, Oxford. În muzeele poloneze se află câteva scrisori private trimise de Czaplicka antropologului Bronisław Malinowski și lui Władysław Orkan, unul dintre cei mai de seamă poeți polonezi ai vremii. 
La moartea ei în 1971, Barbara Aitkin, studentă a lui Marett și prietenă a Mariei Czaplicka, în memoria ei, a creat bursa Czaplicka  la Colegiul Somerville. În 2015, Muzeul Pitt Rivers din Oxford a organizat o mică expoziție intitulată „Anul meu siberian, 1914–1915” pentru a comemora 100 de ani de la expediția Mariei Czaplicka în Siberia.

## Activități științifice
Subiectul principal de interes științific al Mariei Czaplicka a fost închinarea la fantome; șamanismul, în special aspectul psihopatologic al fenomenului, problema identității de gen la șamani și problema isteriei arctice.

## Lucrări selectate
- Aboriginal Siberia: A Study in Social Anthropology. Oxford: Clarendon Press, 1914.
- The Influence of Environment upon the Religious Ideas and Practices of the Aborigines of Northern Asia. Folklore. 25. pp. 34–54. 1914.
- "The Life and Work of N.N. Miklubo-Macklay". Man. 14. pp. 198–203, 1914.
- My Siberian Year. London, Mills and Boon, 1916.
- "Tribes of the Yenisei. The Oxford Expedition". Times Russian Supplement. 13. p. 6. 18 September 1915.
- Siberia and some Siberians Journal of the Manchester Geographical Soc. 32. pp. 27–42. 1916.
- The Siberian Colonist or Sibiriak In W. Stephens ed. The Soul of Russia. London: Macmillan. 1916
- On the track of the Tungus. Scottish Geographical Magazine. 33. pp. 289–303. 1917.
- "Ostyaks". Encyclopædia of Religion and Ethics. volume 9. pp. 289–303. 1917
- "The Evolution of the Cossack Communities". Journal of the Central Asian Society. 5. pp. 42–58. 1918.
- "A plea for Siberia". New European. 6. pp. 339–344. 1918.
- The Turks of Central Asia in History and at the Present Day, An Ethnological Inquiry into the Pan-Turanian Problem, and Bibliographical Material Relating to the Early Turks and the Present Turks of Central Asia. Oxford: Clarendon Press. 1918.
- "Poland". The Geographical Journal. 53:36. 1919.
- "Samoyed". Encyclopædia of Religion and Ethics. volume 11. pp. 172–177. 1920
- "Siberia, Siberiaks, Siberians". Encyclopædia of Religion and Ethics. volume 11. pp. 488–496. 1920
- The Ethnic versus the Economic Frontiers of Poland. Scottish Geographical Magazine. 36. pp. 10–16. 1920.
- "History and Ethnology in Central Asia". Man. 21. pp. 19–24. 1921.
- "Tungus". Encyclopædia of Religion and Ethics. volume 12. pp. 473–476. 1921
- "Turks". Encyclopædia of Religion and Ethics. volume 12. pp. 476–483. 1921